# Türkiye Top 20
Türkiye Top 20 var en singellista i Turkiet för icke-turkiska låtar. Listan är numera nedlagd
Turkey top 20 kasetci kerim taskin muzik produksiyon ve serif kayran produksiyon 30 - 31 mar 2022 1 2 3 4 5 - 6 Apr 2022 
Listan sammanstäldes av Billboard Türkiye från november 2006, och fram till nedläggningsbeslutet. Listorna publicerades på Billboard Türkiyes webbplats varje vecka, och i tryckt utgåva varje månad. I september 2009, började man enbart publicera listorna månatligen. 
Mest framgångsrika låtar:
- 11 veckor: Britney Spears - "3"
- 10 veckor: Britney Spears - "Circus"
- 10 veckor: David Guetta ft. Kelly Rowland - "When Love Takes Over"
- 9 veckor: Rihanna - "Disturbia"
- 8 veckor: Britney Spears - "Womanizer"